# Đông Slovenia
Đông Slovenia (tiếng Slovene: Vzhodna Slovenija) là một trong hai Vùng NUTS-2 của Slovenia. Khu vực này tạo thành phần phía đông của đất nước và bao gồm các thành phố Maribor, Celje và Velenje. Đây là vùng nghèo hơn trong số hai vùng của Slovenia.
Đông Slovenia (SI01) được phân chia thành các vùng thống kê sau đây:
- Mura
- Drava
- Carinthia
- Savinja
- Trung tâm Sava
- Hạ Sava
- Đông nam Slovenia
- Littoral–Inner Carniola